# Малиноклён
Малиноклён (лат. Rubus subg. Anoplobatus) — подрод деревянистых растений рода 
Рубус (Rubus) семейства Розовые (Rosaceae).

## Ботаническое описание

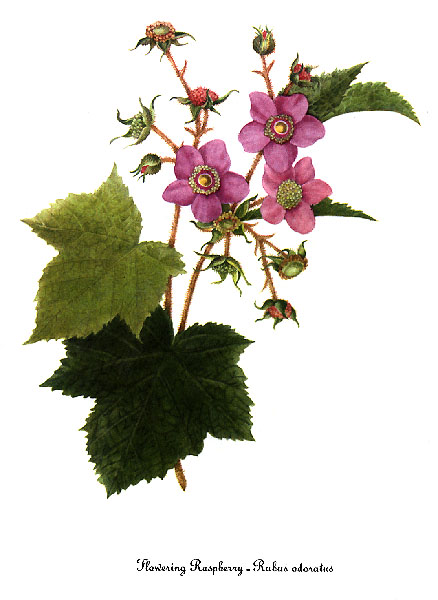
Малиноклён душистый (Rubus odoratus). Ботаническая иллюстрация Мэри Во Уолкотт

Прямостоячие кустарники, шипы отсутствуют. Листья простые, цельные, пальчато-лопастные, лопасти острые, основание сердцевидное. Прилистники ланцетные, сросшиеся с черешком.
Цветки обоеполые, крупные, одиночные или собраны в немногоцветковые кисти или щитки; чашелистиков 5, яйцевидные, заострённые; лепестков 5, розовые или белые, распростёртые; тычинки и пестики многочисленные, цветоложе плоское или слегка выпуклое; столбики булавовидные, рыльце слабо двулопастное.
Плод — тёмно-красная или оранжевая многокостянка, отделяющаяся от цветоложа.

## Таксономия
Подрод Малиноклён включает 7 видов.
- Rubus aliceae
- Rubus aboriginum
- Rubus deliciosus Torr. Малиноклён деликатесный
- Rubus koehleri
- Rubus neomexicanus A.Gray Малиноклён новомексиканский
- Rubus odoratus L. typus — Малиноклён душистый, или Малиноклён пахучий
- Rubus parviflorus Nutt. — Малиноклён мелкоцветковый